# Hildegard Gerschler
Hildegard Gerschler geb. Preusche (* 20. Juni 1914; † 15. November 2008) war eine deutsche Hochspringerin und startete für Eintracht Braunschweig, später für den USC Freiburg. Sie war die Ehefrau von Woldemar Gerschler.

## Erfolge als Hochspringerin
- 1943 2. Platz bei den Deutschen Meisterschaften
- 1948 3. Platz bei den Deutschen Meisterschaften
- 1949 2. Platz bei den Deutschen Meisterschaften
- 1951 3. Platz bei den Deutschen Meisterschaften
- 1952 2. Platz bei den Deutschen Meisterschaften
- 1953 Deutsche Meisterin
- 1955 3. Platz bei den Deutschen Meisterschaften

(Quelle:)